# Deutsch-kiribatische Beziehungen
Die Deutsch-kiribatischen Beziehungen sind das zwischenstaatliche Verhältnis zwischen Deutschland und Kiribati. Beide Länder unterhalten seit 1980 diplomatische Beziehungen. Deutschland hat keine diplomatische Vertretung auf Kiribati, stattdessen ist die Deutsche Botschaft Wellington auf dem Inselstaat nebenakkreditiert. 

## Geschichte
Die Gilbertinseln wurden ab 1888 von der deutschen Jaluit-Gesellschaft verwaltet, welche das Recht, das als "herrenlos" betrachtete Land in Besitz zu nehmen, Perlenfischerei zu betreiben sowie Guano sowie Kopra abzubauen. Später wurden die Gilbertinseln eine britische Kolonie.
Nach der Unabhängigkeit Kiribatis wurden 1980 diplomatische Beziehungen zur Bundesrepublik Deutschland aufgenommen, wobei es jedoch eher selten zu direkten politischen Kontakten kommt. Kiribati hat sich der 2008 von Deutschland und Nauru initiierten UN-Freundschaftsgruppen "Klima und Sicherheit" angeschlossen.

## Wirtschaftsbeziehungen
2024 lagen die deutschen Warenexporte nach Kiribati bei 156.000 Euro, wobei keinerlei Importe verzeichnet wurden.
1967 wurde in South Tarawa von deutschen Reedern das Maritime Training Center eingerichtet, an dem in den folgenden Jahrzehnten über 5000 Seeleute ausgebildet wurden und das bis 2021 von Exporten aus Deutschland betreut wurde. Zahlreiche kiribatische Matrosen arbeiten auf deutschen Schiffen, was eine wichtige Devisenquelle für das Land darstellt.

## Entwicklungszusammenarbeit
Deutschland leistet Kiribati über die „Neighbourhood, Development and International Cooperation Instrument“ (NDICI) der Europäischen Union und Regionalprojekte der Deutschen Gesellschaft für Internationale Zusammenarbeit (GIZ) Entwicklungshilfe. Schwerpunkte bilden die Bereiche Gesundheitswesen, landwirtschaftliche Entwicklung, alternative Energiequellen sowie Berufsausbildung. Die 2022 gegründete Rising Nations Initiative, der Kiribati angehört, wird von dem Globalen Zentrum für Klimamobilität der Robert Bosch Stiftung unterstützt.